# Краї Швеції
Краї Швеції — три традиційні регіони (фактично — три групи ландскапів (провінцій)) Швеції. Вони не відіграють жодної адміністративної ролі, але зберігають культурне та історичне значення. Частіше їх називають «landsdelar», що дослівно перекладається як «частина країни».

## Історичні регіони

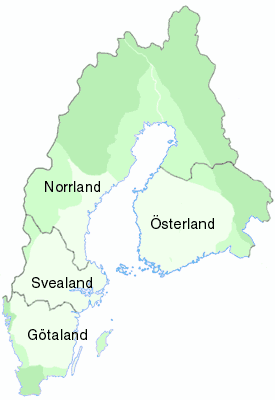
Історичні регіони Швеції до 1809 року

Швеція історично поділялася на 4 регіони: Йоталанд, Свеаланд, Норрланд та Естерланд.
- Йоталанд або Геталанд — південний регіон, найзаселеніший, складається з 10 історичних провінцій (ландскапів).
- Свеаланд — центральний регіон, найменший. Його формують 6 ландскапів.
- Норрланд — північний регіон. Складається з 9 історичних провінцій. Давніше означав північні землі обабіч Ботнічної затоки. Тепер східна частина входить до складу Фінляндії, а західна займає 60 % території Швеції.
- Естерланд — давня назва сучасної південної частини Фінляндії, яка до 1809 року входила до складу Швеції. Термін застарів і тепер фактично не вживається (більшість сучасних шведських словників подають слово «österlandet» у значенні «східні землі»).

## Регіони сучасної Швеції

Краї (регіони) Швеції

| Край     | Населення 2011 | Площа (км²) | Кількість ландскапів | Ландскапи |
| -------- | -------------- | ----------- | -------------------- | --- |
| Йоталанд | 4 542 533      | 97 841      | 10                   | Сконе, Блекінге, Галланд, Смоланд, Еланд, Ґотланд, Естерйотланд, Вестерйотланд, Дальсланд і Богуслен         |
| Свеаланд | 3 785 534      | 91 098      | 6                    | Седерманланд, Уппланд, Вестманланд, Нерке, Вермланд і Даларна                                                |
| Норрланд | 1 153 788      | 261 292     | 9                    | Єстрикланд, Гельсінгланд, Гер'єдален, Ємтланд, Медельпад, Онгерманланд, Вестерботтен, Норрботтен і Лапландія |